# Honda Dax
Honda ST-serien, kendt som Honda Dax i Japan og Europa, og Trail 70 i Canada og USA, er en minibike. I 1968 begyndte Honda at arbejde på en prototype af en større version end den lille Honda Z50 Monkey Bike. Motoren blev opgraderet til 72cc for lidt mere kraft. Dax kom i serieproduktion i 1969. Flere forskellige modeller er blevet fremstillet gennem årene, herunder en 50 cc version til det europæiske marked.